# 포르투갈의 국장

포르투갈의 국장

포르투갈의 국장은 1911년 6월 30일에 공식 제정되었다. 현재의 국장은 1910년 10월 5일 혁명을 계기로 포르투갈에서 공화정이 수립되면서 새로 제정되었다.

## 구성
국장 가운데에는 노란색 혼천의가 그려져 있으며 혼천의 안에는 빨간색 방패가 그려져 있다. 빨간색 방패 바깥쪽에는 7개의 노란색 작은 성이 그려져 있으며 방패 안쪽에는 하얀색 바탕에 5개의 파란색 작은 방패가 그려져 있다.
국장 양쪽을 노란색 올리브 가지가 감싸고 있으며 포르투갈의 국기를 구성하는 색인 초록색과 빨간색 두 가지 색으로 구성된 리본이 이를 묶고 있다.

## 의미
혼천의는 대항해시대의 천체 관측 기구이자 항해 도구로 포르투갈 선인들의 측량 기술의 발달과 새로운 항로의 발견으로 이룩한 포르투갈의 위대한 역사를 의미한다.
빨간색 방패 바깥쪽에 그려진 7개의 노란색 작은 성은 아폰수 3세 시대였던 1249년에 일어난 무어인을 상대로 한 전투에서 승리하여 되찾은 7개의 성을 의미하며 방패 안쪽에 그려진 5개의 파란색 작은 방패는 1139년에 일어난 오리케 전투에서 아폰수 1세가 5명의 무어인의 왕들을 죽이고 전투에서 승리한 것을 기념하여 왕의 문장으로 사용했다는 설과 예수 그리스도의 5개의 성흔을 의미한다는 두 가지 설이 있다.

## 그 외의 문장

포르투갈의 소형 국장
포르투갈의 군대 전용 국장

## 같이 보기
- 포르투갈의 국기
- 포르투갈 식민지의 문장